# 655
655 (DCLV) fue un año común comenzado en jueves del calendario juliano, en vigor en aquella fecha.

## Acontecimientos
- 2 de noviembre: IX Concilio de Toledo.
- 15 de noviembre: Batalla de Winwaed, entre Penda de Mercia y Oswiu de Northumbria, que concluye con la derrota de Mercia y la muerte de su rey.

## Nacimientos
- Harald Hilditonn, rey de Suecia y Dinamarca.

## Fallecimientos
- 16 de septiembre: Martín I, papa.
- 15 de noviembre: Penda de Mercia.[1]